# 约瑟夫·斯大林之死和国葬
1953年3月5日，苏联最高领导人约瑟夫·斯大林中风后死于孔策沃别墅。四天的全国哀悼结束后，苏联为斯大林举行国葬，3月9日将斯大林埋葬在列宁墓。

## 经过
斯大林的健康状况在第二次世界大战结束时恶化。由于大量吸烟导致动脉粥样硬化 ，在胜利大游行期间出现轻微中风，1945年10月发生严重心脏病。
1953年3月1日清晨，经过一夜通宵和电影后，斯大林来到他在孔策沃区的住所，去卧室休息。第二天，他没有起床。虽然警卫认为没有看到他像平常一样醒来很奇怪，但他们被严格指示不要打扰。大约晚上10点，他被洛兹加乔夫发现，他进入他的卧室检查他并回忆起斯大林躺在他床边的房间地板上、穿着睡衣裤和汗衫的情景，他的衣服浸泡在陈旧的尿液中。洛兹加乔夫向斯大林询问发生在他身上的事情，但是他能从他身上得到的只是听起来像“Dzhhhhh”的难以理解的反应。洛兹加乔夫用卧室电话打电话给几位政党要人，告诉他们斯大林可能中风并要求他们立即将好医生送到孔策沃别墅。拉夫连季·帕夫洛维奇·贝利亚被告知并在几小时后抵达。医生们在3月2日凌晨抵达时，他们改变了斯大林的床上用品。他们诊断他有高血压、胃出血引发的顱內出血（中风）。按照当时的习惯，他在他的别墅里用水蛭治疗。
3月4日，斯大林的病情被媒体报道，其中包括脉搏、血压和尿液分析等细节。为方便起见，他的中风时间据说是3月2日，位置是莫斯科。卧床不起的斯大林于欧洲东部时间3月5日21:50去世。据他的女儿斯韦特兰娜说，这是“艰难而可怕的死亡”。验尸报告显示，他死于脑出血，并且由于动脉粥样硬化，他也遭受了严重的脑动脉损伤。斯大林可能被谋杀。尽管没有确凿的证据，贝利亚一直被怀疑是凶手。

## 殡葬

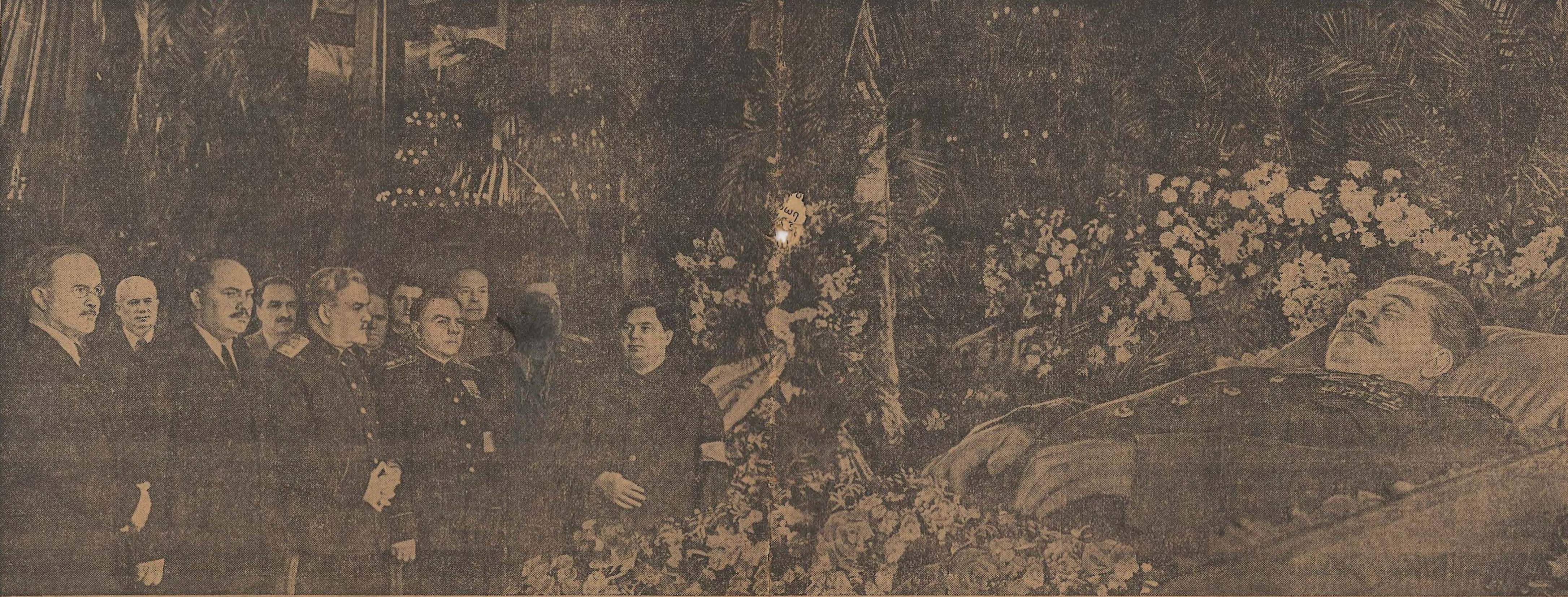
停靈於工會大廈的斯大林遗体

从3月6日开始，斯大林的遗体在工会大厦的圆柱大厅进行了为期三天的展示。3月9日，斯大林的遗体被送到红场保存在列宁的陵墓中。直到1961年之前，斯大林的遗体一直被保存在这里。赫鲁晓夫、马林科夫、莫洛托夫和贝利亚发表了演讲。演讲结束后，棺材被送到陵墓中。当斯大林的遗体在中午12点（莫斯科时间）被放入陵墓中时，苏联在全国范围内举行了默哀仪式。类似的纪念活动也在东欧社会主义国家与中国、蒙古和朝鲜一起举行。在默哀结束后，一支军乐队演奏了苏联国歌 。在国歌播放后，莫斯科驻军以斯大林的名义举行了阅兵式。在公众向斯大林的棺材表示敬意时，一些人被聚集的人群践踏而死。估计有109人丧生。

## 画廊

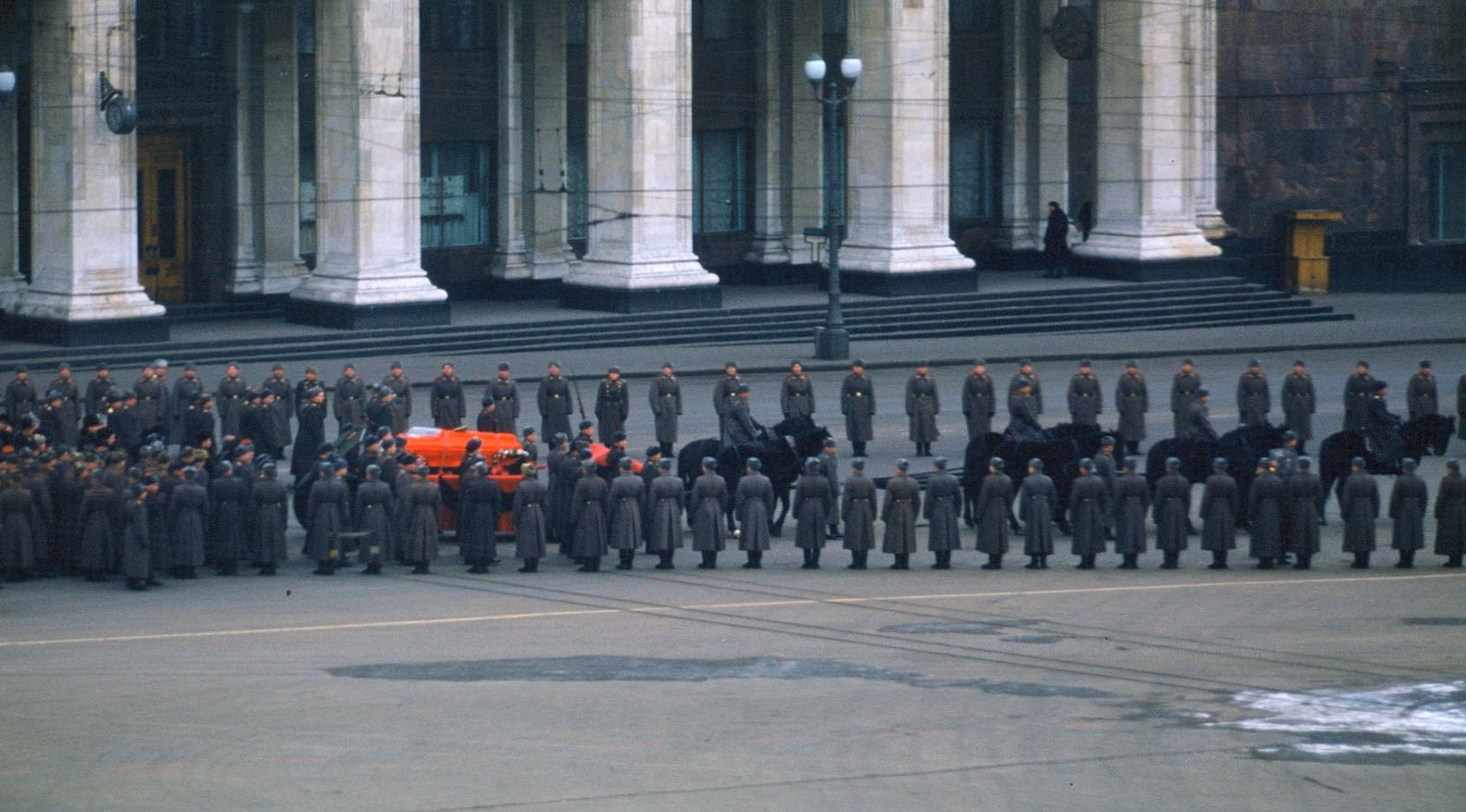
斯大林的葬礼游行
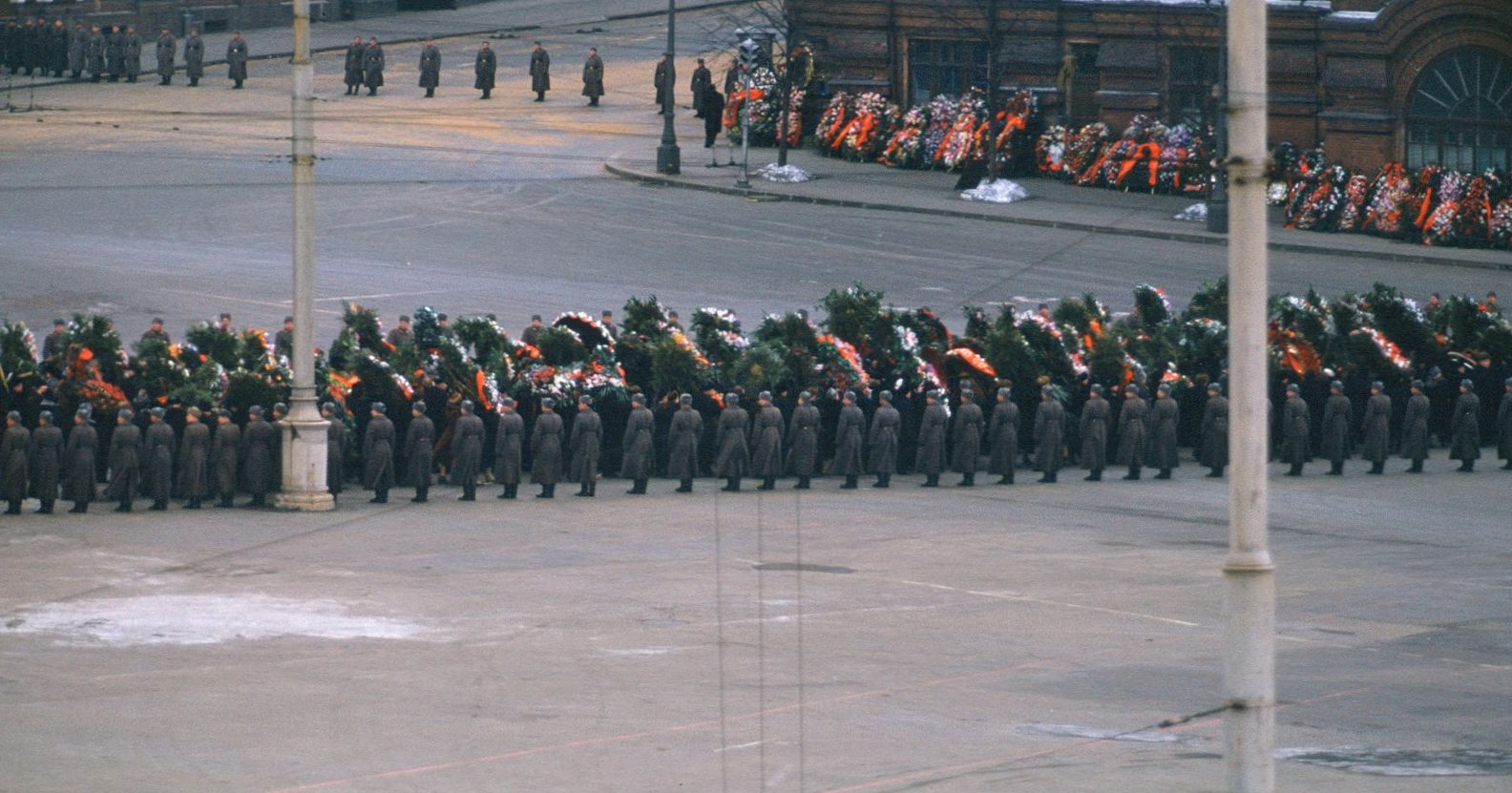
在葬礼游行中
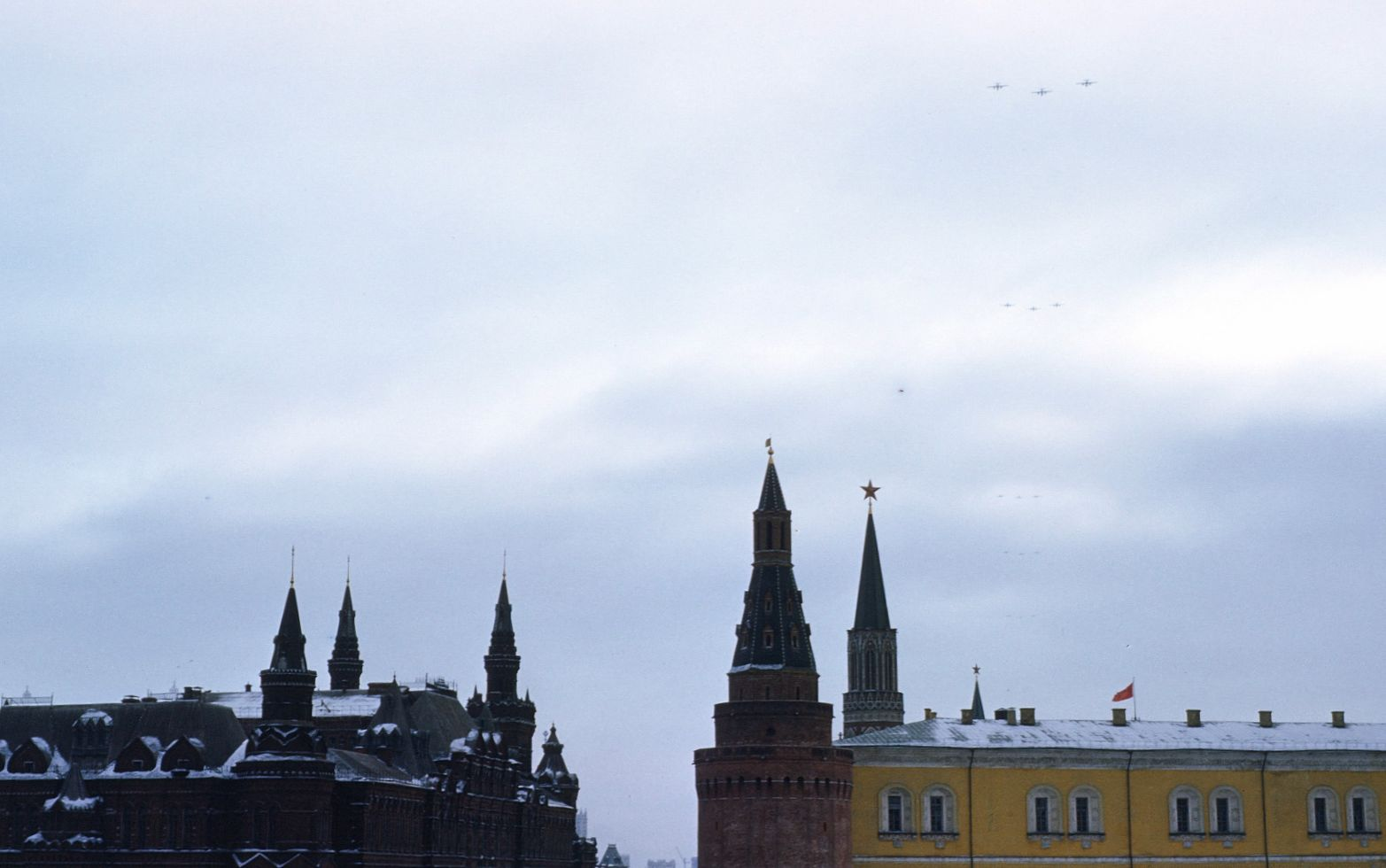
阅兵期间苏联空军的飞机
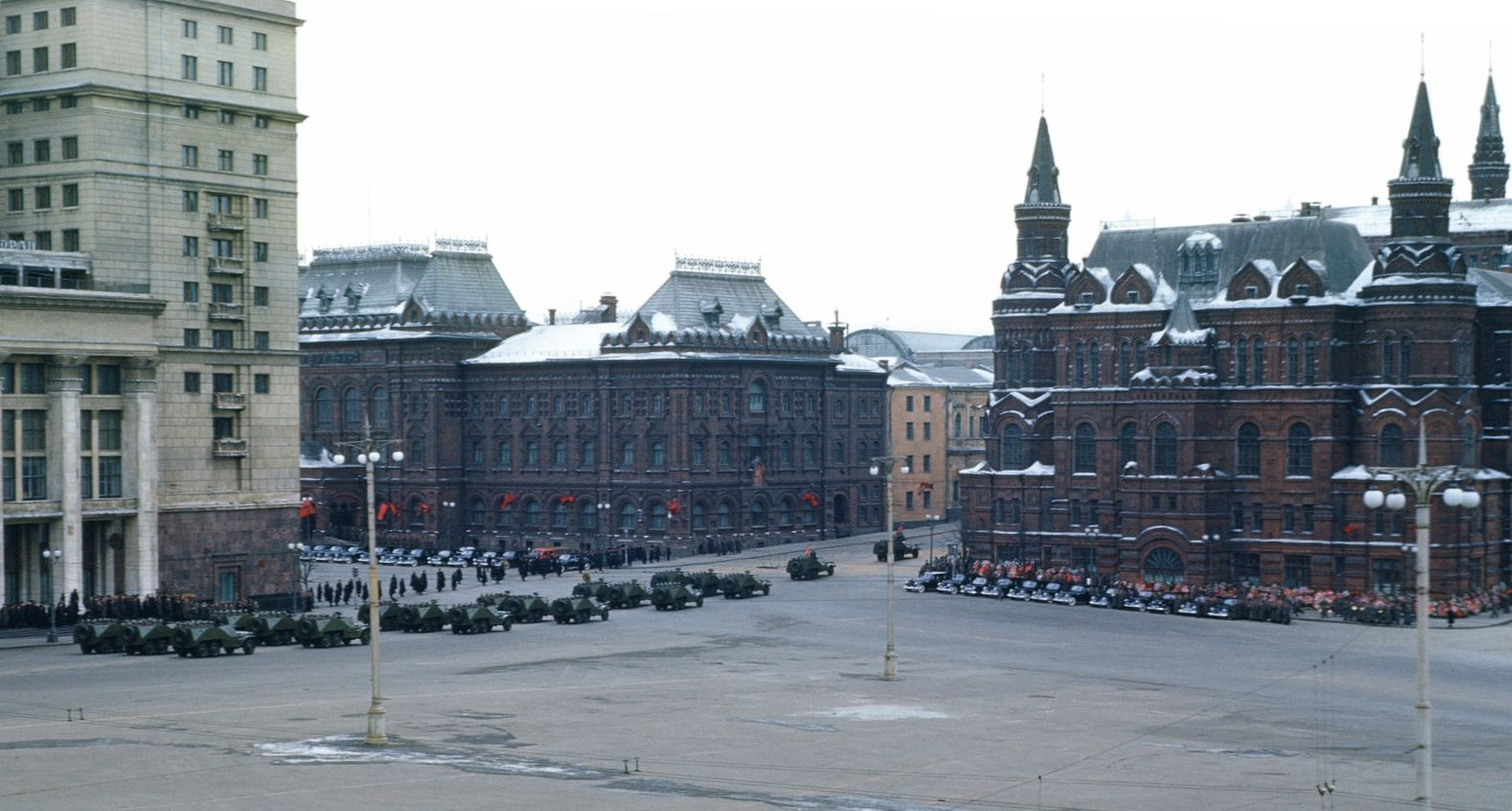
装甲输送车前往红场
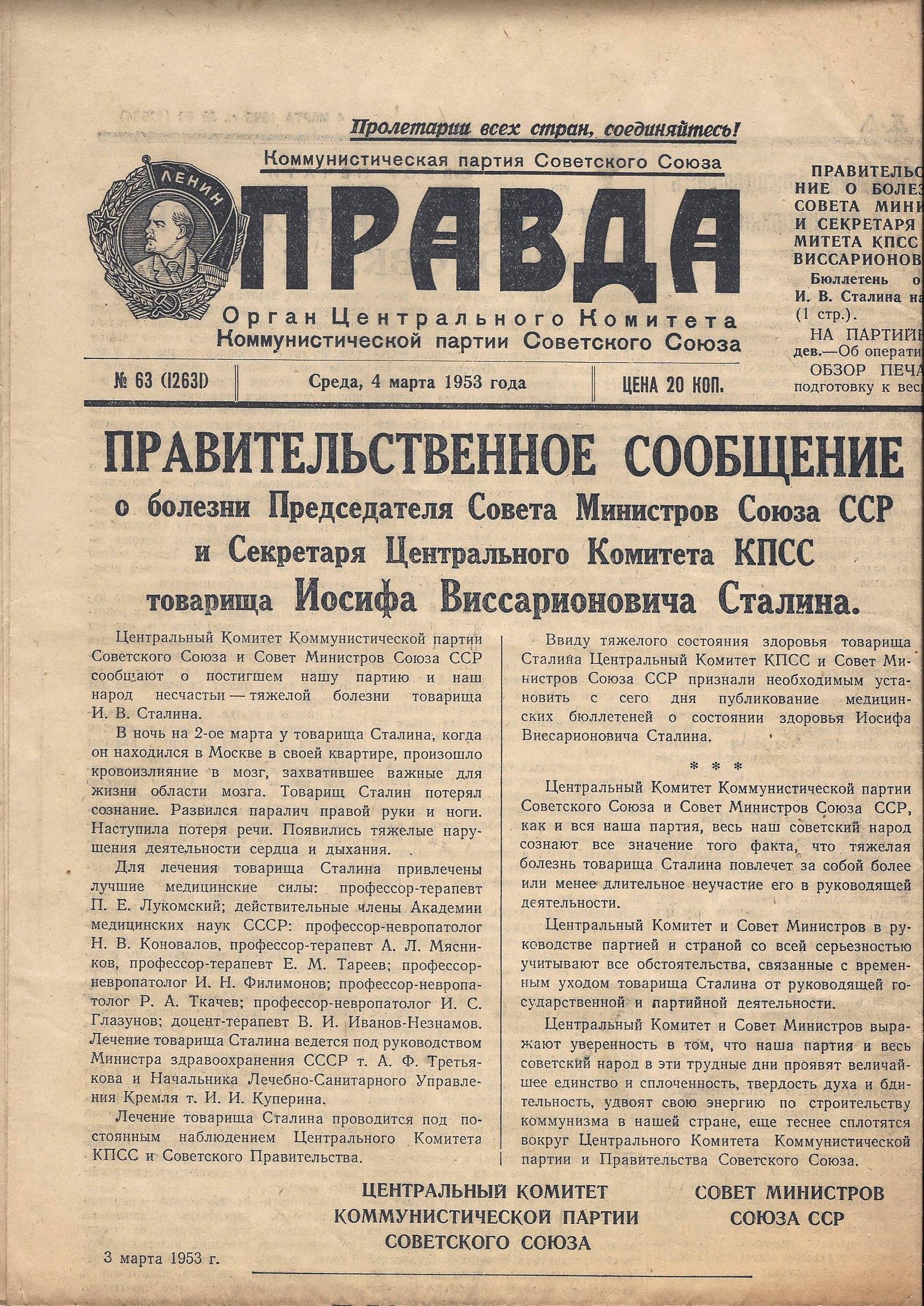
关于斯大林在中风（3月1日）后3天和死亡前一天患病的第一份报告。《真理报》第63期，1953年3月4日。
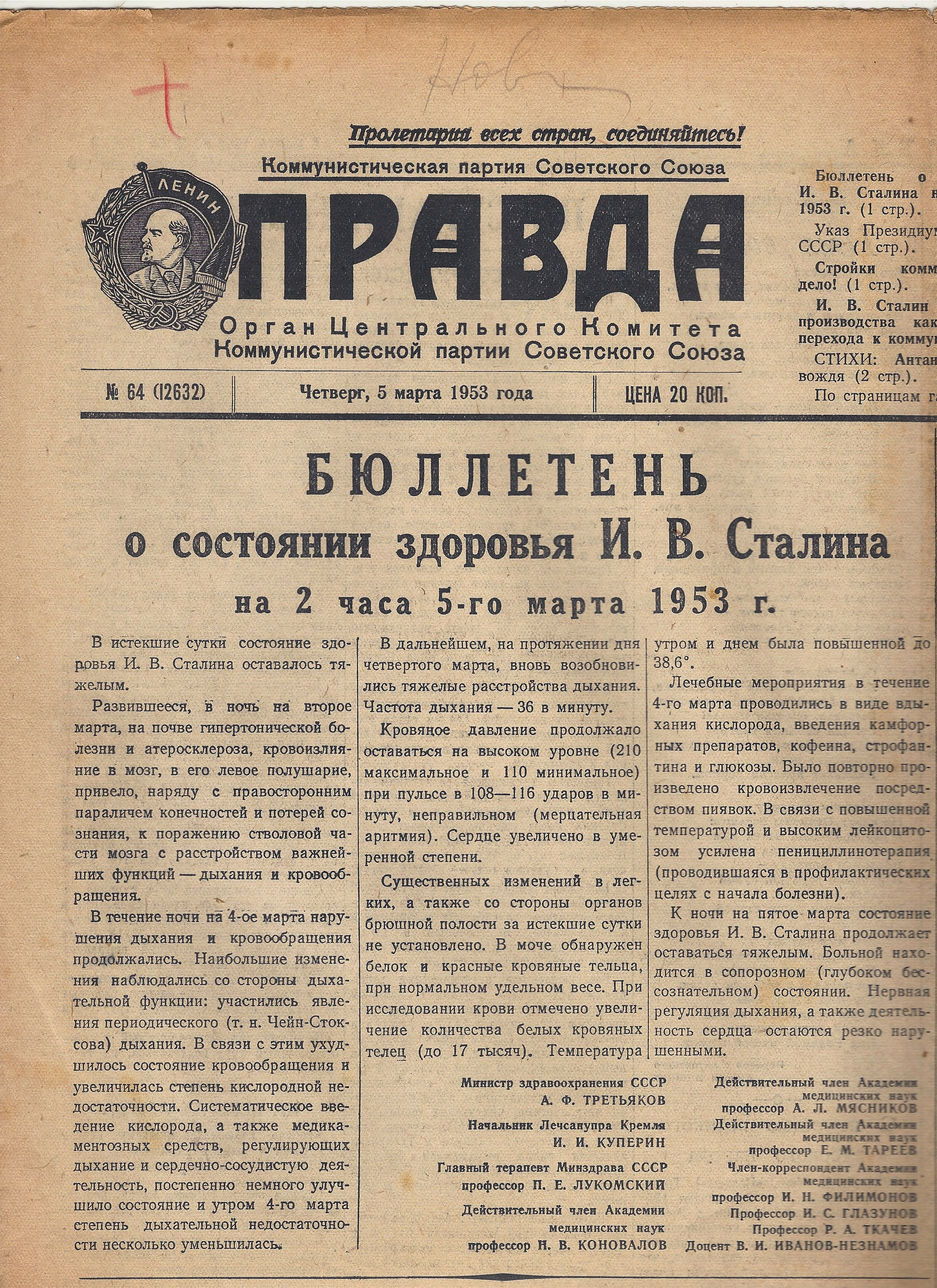
关于斯大林的病情报告，中风（3月1日）后4天和死亡前7小时。《真理报》第64期，1953年3月5日。
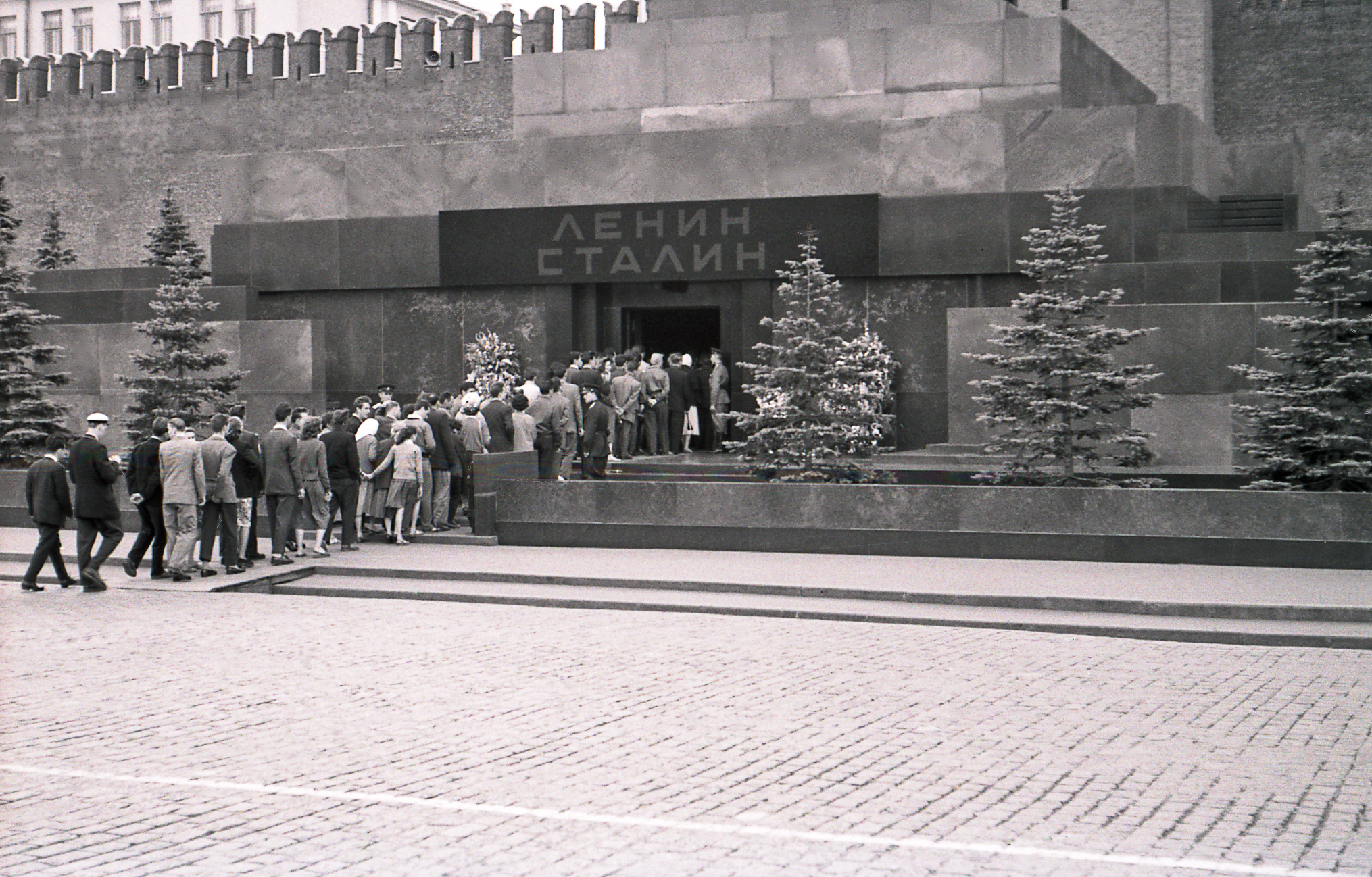
列宁和斯大林的陵墓，1957年8月。